# Yorkton (ancienne circonscription fédérale)
Pour l’article homonyme, voir Yorkton.
Yorkton fut une circonscription électorale fédérale de la Saskatchewan, représentée de 1925 à 1968.
La circonscription de Yorkton a été créée en 1924 avec des parties de Mackenzie et de Saltcoats. Abolie en 1966, elle fut redistribuée parmi Regina-East, Regina—Lake Centre et Yorkton—Melville.

## Députés
1. 1925-1940 — George Washington McPhee, PLC
2. 1940-1949 — George Hugh Castleden, CCF
3. 1949-1953 — Alan Carl Stewart, PLC
4. 1953-1958 — George Hugh Castleden, CCF (2)
5. 1958-1968 — G. Drummond Clancy, PC

- CCF = Co-Operative Commonwealth Federation
- PC = Parti progressiste-conservateur
- PLC = Parti libéral du Canada